# Oclemena reticulata
Oclemena reticulata là một loài thực vật có hoa trong họ Cúc. Loài này được (Pursh) G.L.Nesom mô tả khoa học đầu tiên.